# Pau Ros
Pau Ros fou un compositor, organista i/o mestre de capella de Terrassa en actiu l'any 1734.
El seu nom es troba referenciat aquell any en la nòmina de la catedral-basílica del Sant Esperit de Terrassa. Aquesta informació es troba evidenciada gràcies la presència de dades bibliogràfiques que el vinculen a la catedral-basílica.